# Leuci

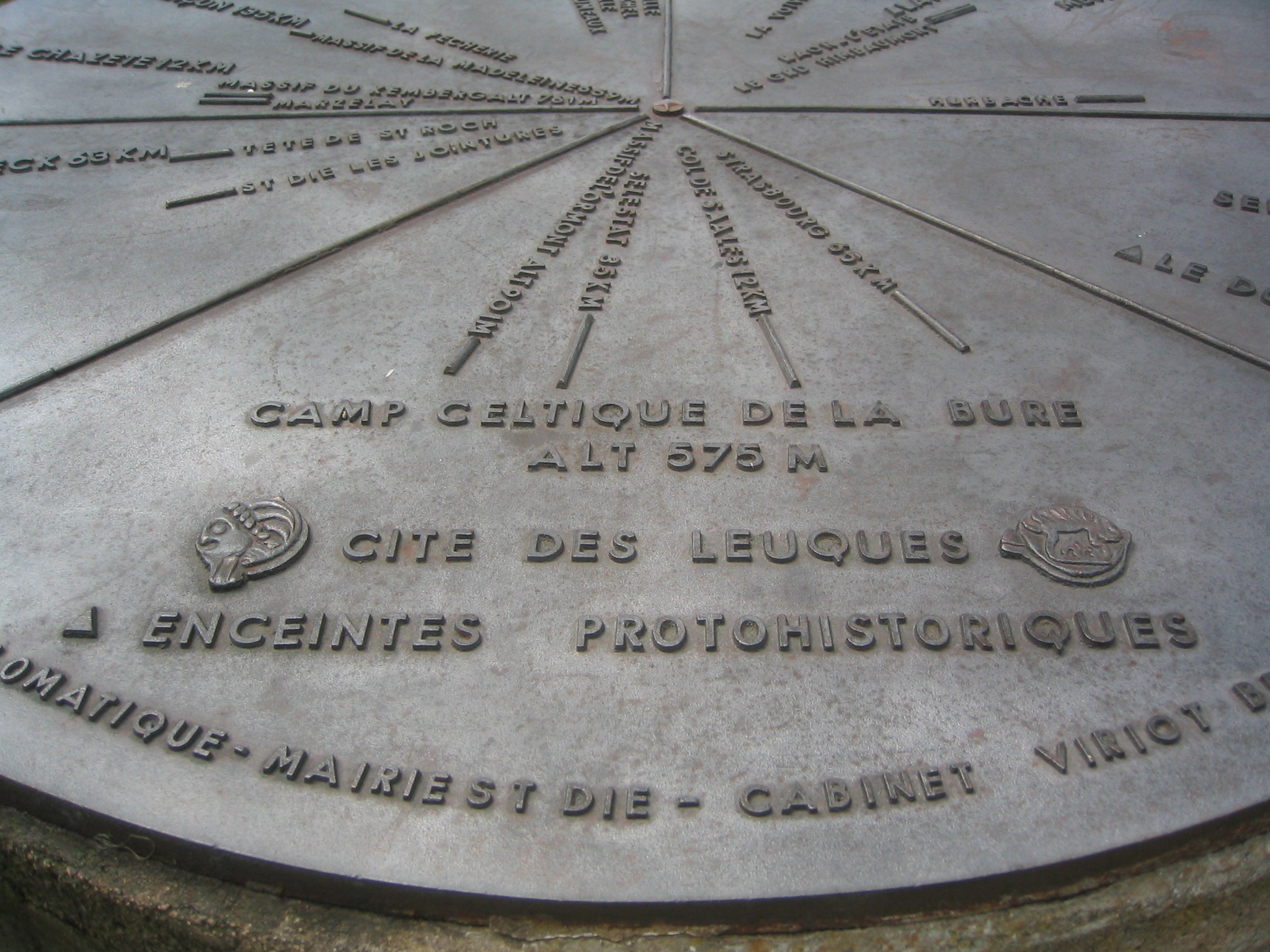
Tavola di orientamento presso il Camp celtique de la Bure

I Leuci furono uno dei popoli gallici. Tradizionalmente, si considera che fossero situati nel sud dell'attuale Lorena.

## Storia
La mancata disponibilità di fonti storiche di epoca gallica impone di estrapolare l'ubicazione del territorio dei Leuci a partire dai confini posteriori. Così i loro confini territoriali, come per la maggior parte dei popoli gallici, sono definiti in via teorica a partire dalla cartografia delle diocesi medievali, essendo questi considerati dagli storici come provenienti dai limiti della corrispondente civitas gallo-romane. Il territorio che si desume da questa analisi regressiva si caratterizza per una forma molto allungata. È limitato ad est dalla linea delle sommità dei Vosgi, e a ovest dalla valle della Marna. A nord e a sud la determinazione della base territoriale della città dei Leuci riposa sui toponimi di origine antica e su quelli con significati frontalieri, correlati ai limiti della diocesi.

## Insediamenti
Numerosi siti fortificati sono presenti in questa vasta regione, senza che sia possibile per ciascuno stabilirne la contemporaneità. Molte categorie possono tuttavia essere individuate a partire dall'estensione occupata. Le cinte di meno di 10 ettari formano un gruppo ben definito, particolarmente ben rappresentato nella parte sud est del territorio attribuito ai Leuci, corrispondente ai primi rilievi del massiccio dei Vosgi. Le cinte superiori a 10 ettari e quelle che superano i 20 ettari, formano due altre categorie rappresentate in tutto il teriotrio dei Leuci. Il loro insediamento può essere messo in relazione con le principali valli che esse sembrano controllare. Così, l'insediamento di Sion (Meurthe e Mosella) ha fornito numerosi indici che testimoniano di un commercio attivo con la penisola italiana (ceramica campane, anfore, vasellame metallico...). Esso costituisce apparentemente un sito site importante della valle del Madon impiantato sull'asse nord-sud che collega la Saona alla Mosella. La cinta di Butte-Sainte-Geneviève a Essey-lès-Nancy (Meurthe-et-Moselle), dalla superficie di 20 ettari, è situata su questo stesso asse. Più a ovest, si ritrovanon delle cinte su ciascun bacino fluviale: Sorcy sulla valle della Mosa, Boviolles sull'Ornain e Gourzon sur la Marna. Sebbene questa cinta, situata oggi nel dipartimento francese dell'Alta Marna, non sia generalmente considerata come appartenente la territorio dei Leuci, desta interesse. In effetti, la presenza massiccia nell'oppidum di Châtelet a Gourzon, dei tipi monetali frequenti a Boviolles, suggerisce almeno l'esistenza di legami economici tra le due cinte insediate a meno di trenta chilometri l'una dall'altra.
Toul (in latino Tullum) è stata a lungo considerata come la capitale di questa tribù gallica. In realtà, la prima capitale dei Leuci fu la città di Nasium le cui vestigia attuali permettono di delimitare una superficie di 120 ettari tra i comuni di Boviolles, Naix-aux-Forges e Saint-Amand-sur-Ornain.
L'oppidum celtico di Boviolles, occupa da solo una superficie di 80 ettari.